# Liechtensteiner Leichtathletikverband
La Federazione liechtensteinese di atletica leggera (in tedesco Liechtensteiner Leichtathletikverband, LLV) è una federazione sportiva che ha il compito di promuovere la pratica dell'atletica leggera e coordinarne le attività dilettantistiche ed agonistiche in Liechtenstein. 

## Storia
Fu fondata a Vaduz nel 1984. 
Nel 2011 ospita per la seconda volta i Giochi dei Piccoli Stati d'Europa. 
Nel 2013 viene inserita nelle federazioni della IAAF

## Record nazionali
- Record liechtensteiniani di atletica leggera